# Saltuarius eximius
Saltuarius eximius (мелвіллський листохвостий гекон) — вид геконоподібних ящірок родини Carphodactylidae. Ендемік Австралії.

## Поширення й екологія
Мелвіллські листохвості гекони мешкають у горах на півострові Мелівілл на північному сході Квінсленду. Вони живуть у вологих тропічних лісах, серед гранітних скель.

## Збереження
МСОП класифікує цей вид як такий, що перебуває під загрозою зникнення. Saltuarius eximius можуть загрожвати зміни клімату. За оцінками, популяція цього виду становить менше 250 м над рівнем моря.